# Лошкин, Николай Николаевич
Николай Николаевич Лошкин (иногда указывается как Ложкин; 15 октября 1956 — 29 января 2022) — советский казахский ватерполист и ватерпольный тренер, мастер спорта СССР.

## Биография
Родился 15 октября 1956 года в Алма-Ате. Воспитанник спортивной школы № 4 гороно Алма-Аты, первый тренер — Лев Николаевич Смолеев. Также тренировался под руководством Александра Крюкова. На протяжении своей игровой карьеры выступал за алма-атинское «Динамо».
В 1973 году в составе сборной Казахской ССР Лошкин выиграл всесоюзные соревнования среди юниоров. В составе «динамовцев» он становился дважды чемпионом СССР (1981, 1982), дважды серебряным призёром (1984, 1986) и шесть раз бронзовым призёром (1978, 1980, 1983, 1985, 1987, 1988). В 1981 году клуб одержал досрочную победу в чемпионате СССР за два тура до его окончания, прервав гегемонию московских команд.
В составе сборной СССР он выиграл юниорский чемпионат Европы в 1975 году, в составе сборной Казахской ССР занял 2-е место на Спартакиаде народов СССР в 1983 году.
Окончил Казахский институт физической культуры. В 2000 году был тренером мужской сборной Казахстана на летних Олимпийских играх в Сиднее.
Скончался 29 января 2022 года.